# Pfarrhaus (Stetten im Remstal)

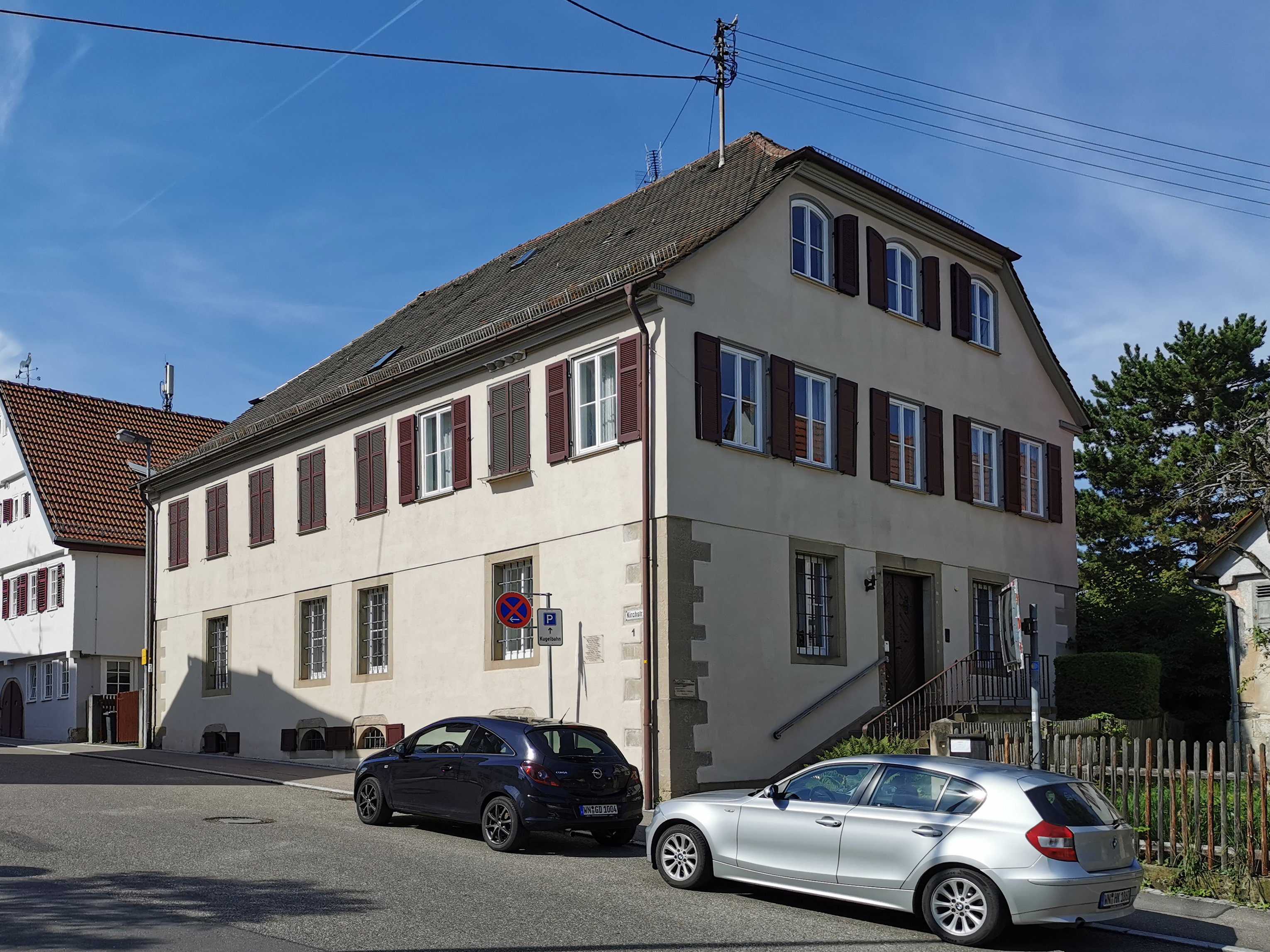
Pfarrhaus in Stetten (2021)

Das Pfarrhaus ist ein Kulturdenkmal in der Kirchstraße 1 in Stetten im Remstal.

## Lage
Das Gebäude befindet sich nahe der St.-Veits-Kirche und dem St.Pierre-Platz mit dem alten Rathaus.

## Geschichte
Das evangelische Pfarrhaus wurde 1825 unweit der St.-Veits-Kirche gebaut.
In den letzten Kriegswochen wurde das jüdische Ehepaar Max und Ines Krakauer im Pfarrhaus, durch die Pfarrersfrau Hildegard Spieth versteckt gehalten.
Die am 21. April 2004 angebrachte Hinweistafel schreibt:
In diesem Pfarrhaus überlebte das jüdische Ehepaar Max und Ines Krakauer die letzten Kriegstage. Über 20 Monate waren beide in Württemberg versteckt worden. Zuletzt gewährte ihnen die Stettener Pfarrfrau Hildegard Spieth (1919–1999) unter Einsatz ihres Lebens hier eine Zuflucht bis zum Einmarsch der amerikanischen Streitkräfte am 21. April 1945
2020 wurde im Auftrag des SWR ein Teil der Dokumentation Unbekannte Helden – Widerstand im Südwesten am Pfarrhaus gedreht.

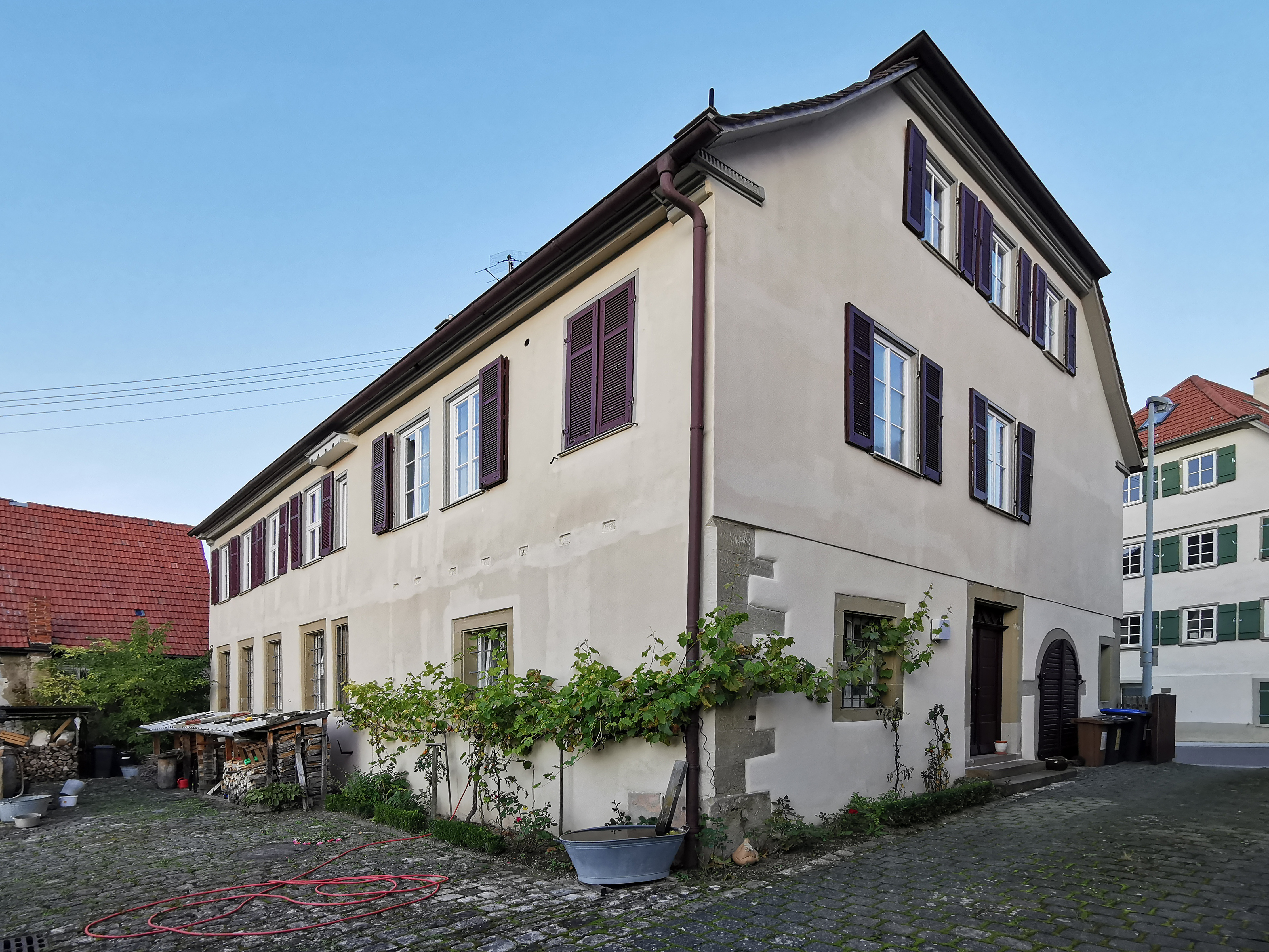
Ansicht vom Innenhof
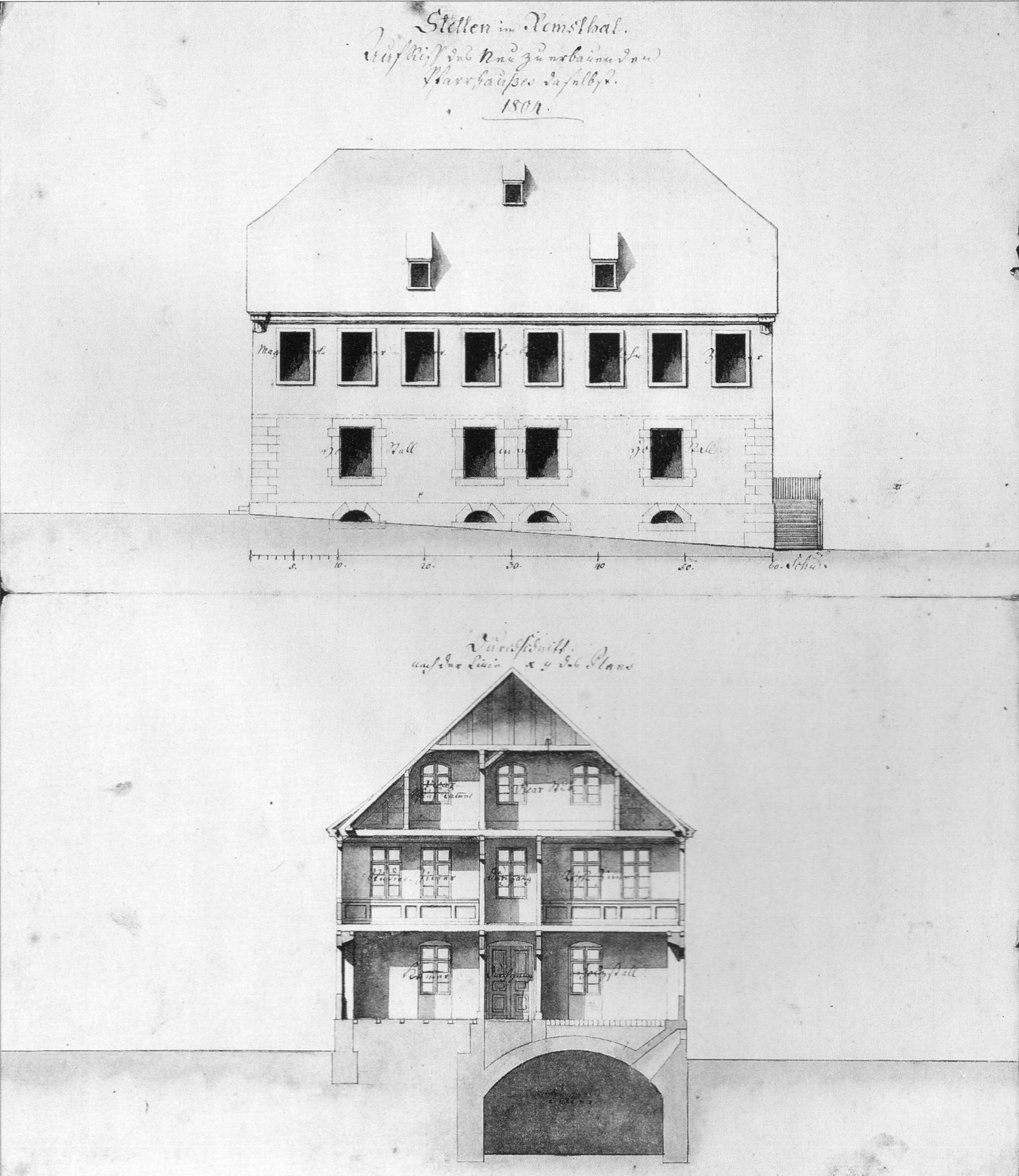
Ostansicht und Querschnitt des Pfarrhauses
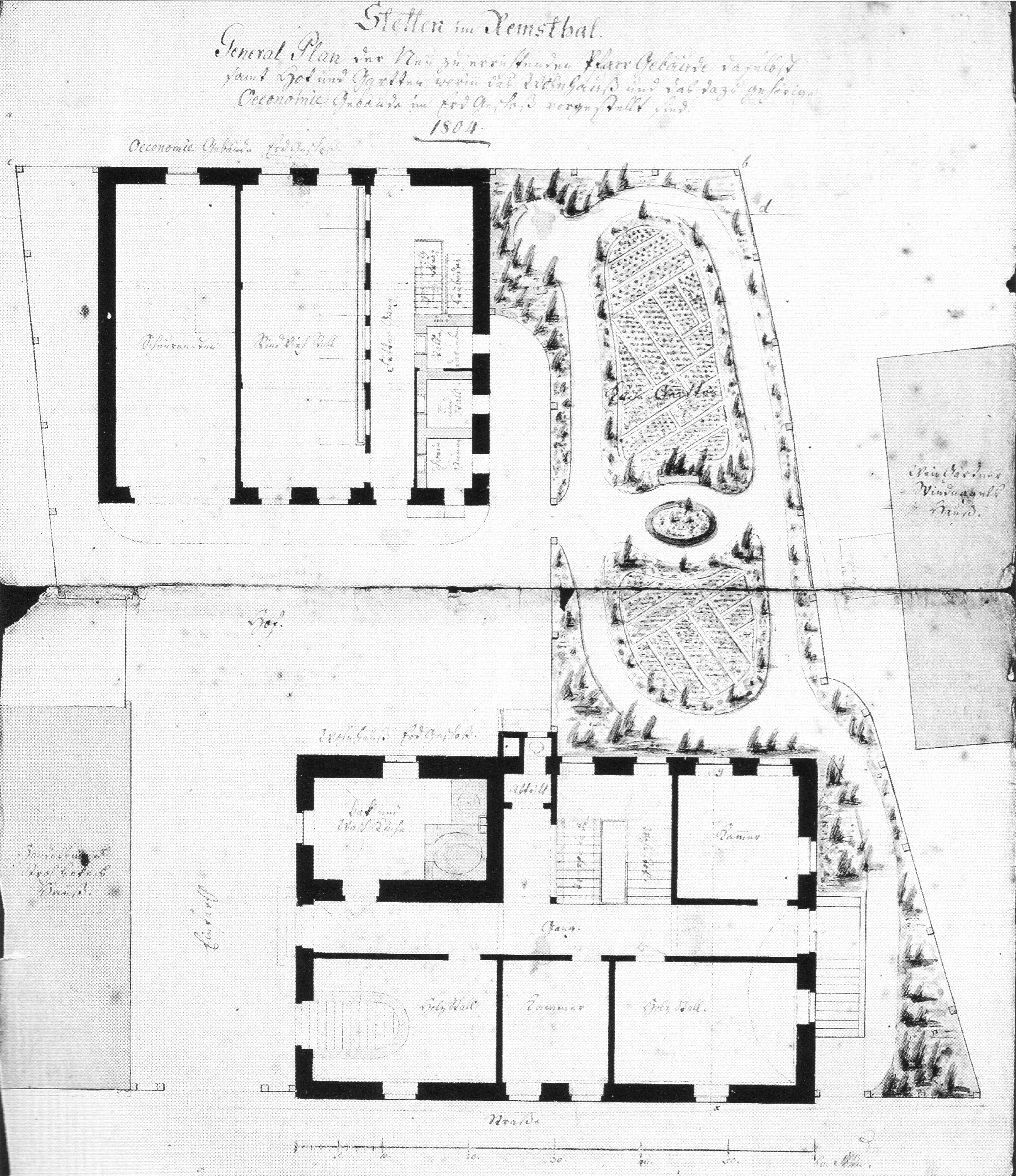
Lageplan des Pfarrhauses
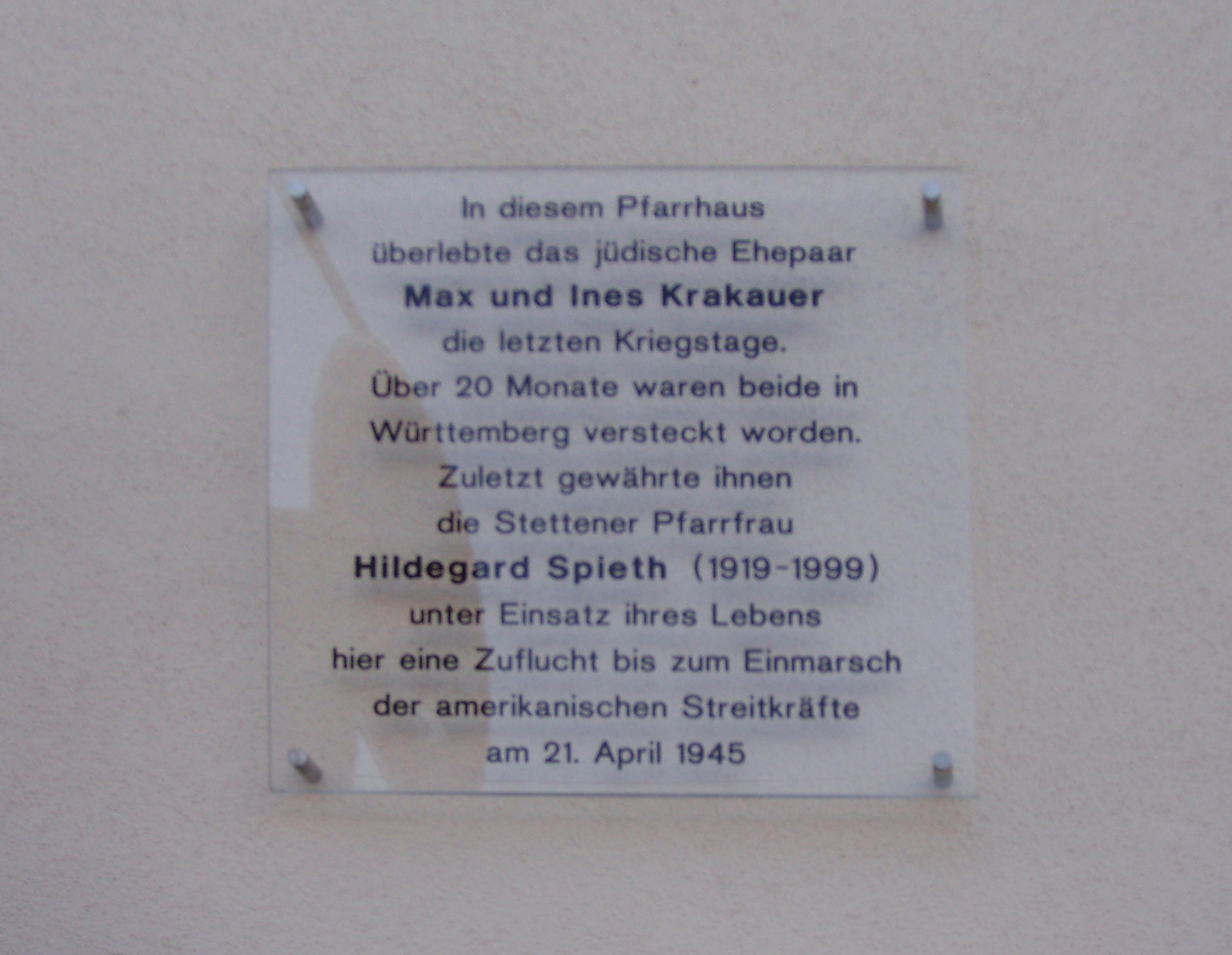
Hinweistafel am Gebäude